# Estatuario (tauromaquia)

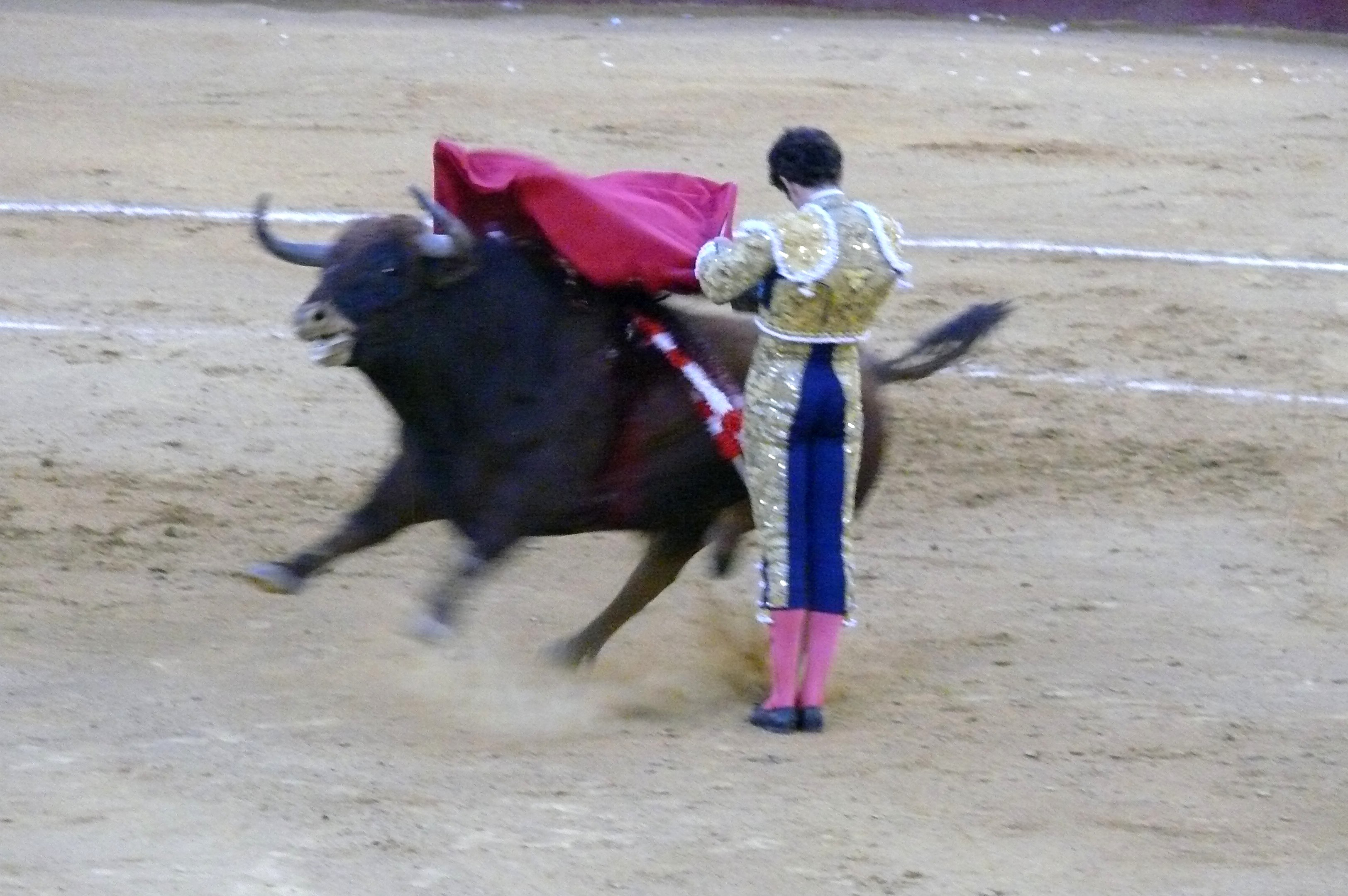
Estatuario realizado por José Tomas

En tauromaquia, se denomina estatuario, a un pase que se realiza colocándose el torero de perfil, quieto y con los pies juntos, levantando la muleta con los dos brazos extenidos para dejar pasar al toro. Se le considera una variedad de ayudado por alto, pues el torero sujeta la muleta con las dos manos y mueve ambos brazos de forma conjunta levantando el engaño. La denominación de estatuario, procede de la rigidez e inmovilidad con que se debe ejecutar, de tal forma que el torero parece una estatua.
Este pase ha sido realizado por numerosos toreros, entre ellos Manolete, Litri, Chamaco y José Tomas, pero sin duda fue Manolete el que le dio más popularidad, pues solía comenzar las faenas con él, repetiéndolo varias veces consecutivas, quedándose inmóvil y con los ojos mirando al tendido.